# G4S
G4S plc (früher Group 4 Securicor) ist ein britisches Sicherheitsunternehmen mit Hauptsitz in Crawley. Das Unternehmen bietet verschiedene Dienstleistungen an, darunter die Bereitstellung von Sicherheitspersonal, Überwachungsausrüstung, privaten Reaktionseinheiten und sicheren Gefangenentransporten.
G4S gehört zu den größten Sicherheitsunternehmen der Welt und ist in mehr als 85 Ländern tätig. Mit rund 800.000 Mitarbeitern gehört es zu den größten privaten Arbeitgebern in Europa und Afrika.
Das Unternehmen wurde in der Vergangenheit vielseitig kritisiert und war in zahlreiche Kontroversen verwickelt. G4S war früher ein börsennotiertes Unternehmen mit Notierungen an den Börsen von Kopenhagen und London und wurde im April 2021 von Allied Universal aufgekauft.

## Unternehmensgeschichte

### Ursprünge
G4S hat seinen ältesten Ursprung in einem Sicherheitsdienst in Kopenhagen, der im Jahre 1901 von Marius Hogrefe gegründet wurde, ursprünglich als Kjøbenhavn Frederiksberg Nattevagt  (Nachtwache Kopenhagen und Frederiksberg) bekannt war und später in  Falck  umbenannt wurde.
1993 fusionierte die Wach- und Schließgesellschaft Wien GmbH, ein 1904 gegründetes österreichisches Unternehmen, mit der Group 4, einem in den 1960er-Jahren gegründeten britischen Sicherheitsunternehmen. 2000 wurde die Group 4 mit Falck zu Group 4 Falck fusioniert. 2002 kaufte die Group 4 Falck die US-amerikanische Wackenhut Corporation.
2004 fusionierte die Group 4 Falck mit Securicor, einem 1935 in London gegründeten Sicherheitsunternehmen, zu G4S und wurde an der Kopenhagener und Londoner Börse gelistet.
2005 löste Nick Buckles Lars Nørby Johansen als Chief Executive ab, und 2006 wurde der neue G4S-Markenauftritt, welcher von Russell Johnson von der britischen Design-Agentur Stylus entworfen wurde, weltweit eingeführt. Im selben Jahr trat Alf Duch-Pedersen die Nachfolge von Jorgen Philip-Sorensen an und wurde zum Non-Executive Chairman des Unternehmens ernannt.
Im März 2008 wurde bekannt gegeben, dass G4S die schottische Rock Steady Group übernimmt, die bei großen Sport- und Musikveranstaltungen vor allem im Vereinigten Königreich tätig war. Zu den Veranstaltungen von Rock Steady gehörten Live8-Konzerte in London, das schottische Pokalfinale und das Download-Festival. Im April 2008 übernahm G4S die RONCO Consulting Corporation, eines der weltweit führenden Unternehmen für Minenräumung, Kampfmittelbeseitigung und weitere Sicherheitsdienstleistungen.

### Jüngere Geschichte von G4S
Der deutsche Zweig der G4S namens Geld- und Wertdienste wechselte zum 5. Januar 2007 den Besitzer, der Mutterkonzern veräußerte ihn an die DBI Holding. G4S unterstützte die Eigenständigkeit der verkauften G4S Geld- und Wertdienste GmbH durch die Übernahme bestimmter Altverbindlichkeiten in Höhe von ca. 8 Millionen Euro und ein Verkäuferdarlehen in Höhe von 7,9 Millionen Euro. Der Anteilsübergang fand am 8. Januar 2007 statt; über das Transaktionsvolumen wurde Stillschweigen vereinbart.
Im Mai 2008 erwarb G4S die ArmorGroup International. GSL, ein Anbieter von ausgelagerten Justizdienstleistungen, wurde ebenfalls im Mai 2008 von G4S übernommen. Im selben Monat erwarb G4S auch das serbische Unternehmen Progard Securitas. Im Jahr 2008 erwarb G4S auch Touchcom, Inc. aus Burlington, Massachusetts für 23 Millionen US-Dollar. Die Umfirmierung und Integration in G4S wurde am 1. Januar 2012 abgeschlossen.
Anfang 2008 verkündete G4S seinen Rückzug aus dem Markt in Frankreich und Deutschland. Einer der größten Sicherheitsdienste Securitas AB äußerte Interesse an der Übernahme von G4S in diesen Ländern. Im April 2008 wurde die Techniksparte G4S Sicherheitssysteme an die Securitas-Tochter Securitas Systems GmbH mit Zustimmung des Bundeskartellamtes in Deutschland veräußert.
Im Dezember 2008 gaben G4S und UNI Global Union den Start einer Partnerschaft bekannt, welche auf die Verbesserung der Standards in der globalen Sicherheitsbranche abzielte.
Eine angestrebte Übernahme des dänischen Unternehmens ISS A/S für 5,2 Milliarden Britische Pfund wurde Anfang November 2011 abgesagt, nachdem die Anteilseigner von G4S ihre Zustimmung verweigert hatten.
Im Februar 2012 wurde bekannt, dass G4S ab April 2012 einen Großteil der Polizeiaufgaben in Lincoln, der Hauptstadt der mittelenglischen Grafschaft Lincolnshire, übernehmen werde. G4S soll ein neues vollständiges Polizeirevier aufbauen, komplett verwalten und alle anfallenden Aufgaben übernehmen, wobei die Leitung des Reviers und die Durchführung von Festnahmen weiterhin nur staatlichen Polizeibeamten vorbehalten ist. Bereits 1992 wurde von G4S in der englischen Grafschaft Yorkshire Europas erstes privates Gefängnis eröffnet.
Im Juli 2012 musste G4S, die für 284 Millionen Pfund mit der Absicherung der Olympischen Sommerspiele 2012 in London beauftragt waren, nur zwei Wochen vor Termin eingestehen, die Aufgabe auf Grund von Personalmangel und Managementfehlern nicht vollständig erfüllen zu können. Die Britische Armee stellte daraufhin 3.500 Mann und den Hubschrauberträger Ocean bereit, um die Aufgaben teilweise zu übernehmen.
Seit 2014 betreut G4S Österreich erstmals ein Gefängnis in Österreich: das neu errichtete Schubhaft-Zentrum in Vordernberg. Die Vergabe solcher Belange an das private Unternehmen sorgte für viel Kritik.
Am 8. Dezember 2020 wurde bekannt, dass G4S durch den amerikanischen Konkurrenten Allied Universal für 3,8 Mrd. Pfund übernommen wird. Im April 2021 war die Übernahme abgeschlossen.

## Kennzahlen

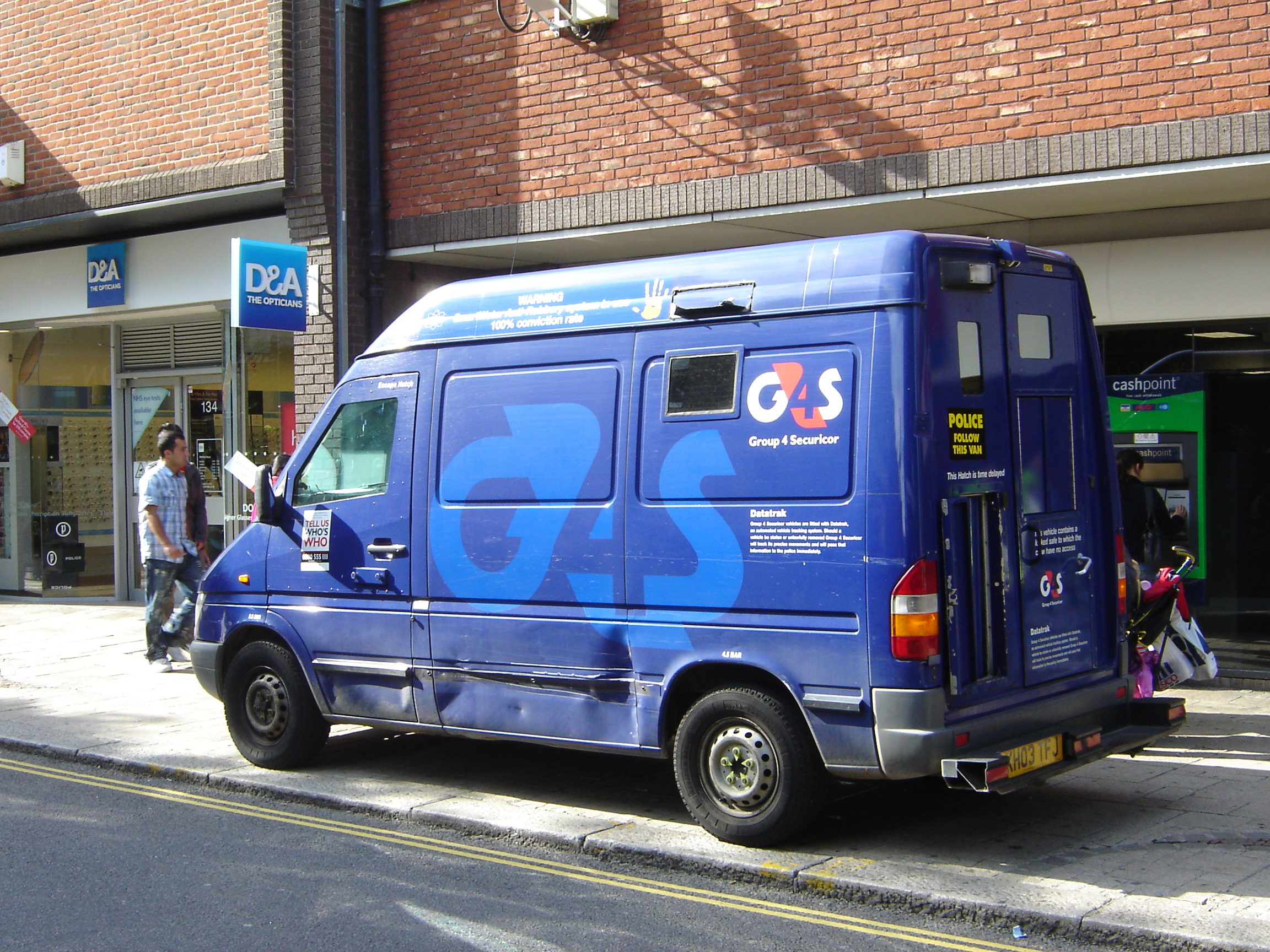
MB Sprinter der G4S (Group 4 Securicor)

Die Gruppe G4S ist in über 120 Ländern tätig. Bereits 1901 wurde das Vorgängerunternehmen der heutigen G4S gegründet. Am 1. Juni 2007 benannte sich die Group 4 Securicor plc in G4S plc um.
In Deutschland hat das Unternehmen etwa 7.000 Beschäftigte. Der deutsche Ableger wurde durch die Fusion mit Securicor das zweitgrößte Sicherheitsunternehmen im deutschen Markt. Tätigkeitsfelder in Deutschland sind speziell Geld- und Wertdienste, Sicherheitsdienste, Sicherheitstechnik sowie Bankenservice.
In Österreich ist die Secure Solutions AG (ehemals Wach- und Schließgesellschaft Wien GmbH) das größte Tochterunternehmen. Sie beschäftigt etwa 3.000 Mitarbeiter, davon 1.500 in der Wiener Unternehmenszentrale.

## Dienstleistungen
G4S ist in verschiedenen Bereichen aktiv. Neben der Bereitstellung von Sicherheitspersonal, und Aufgaben wie der Bewachung von privaten und öffentlichen Gebäuden, dem Vertrieb von Überwachungsausrüstung und der Abwicklung von Gefangenentransporten und dem Management von Gefängnissen gehören auch Aufgaben wie das Räumen von Landminen in Afrika zum Angebot von G4S.

## Besondere Vorkommnisse

### Helikopterraub von Västberga

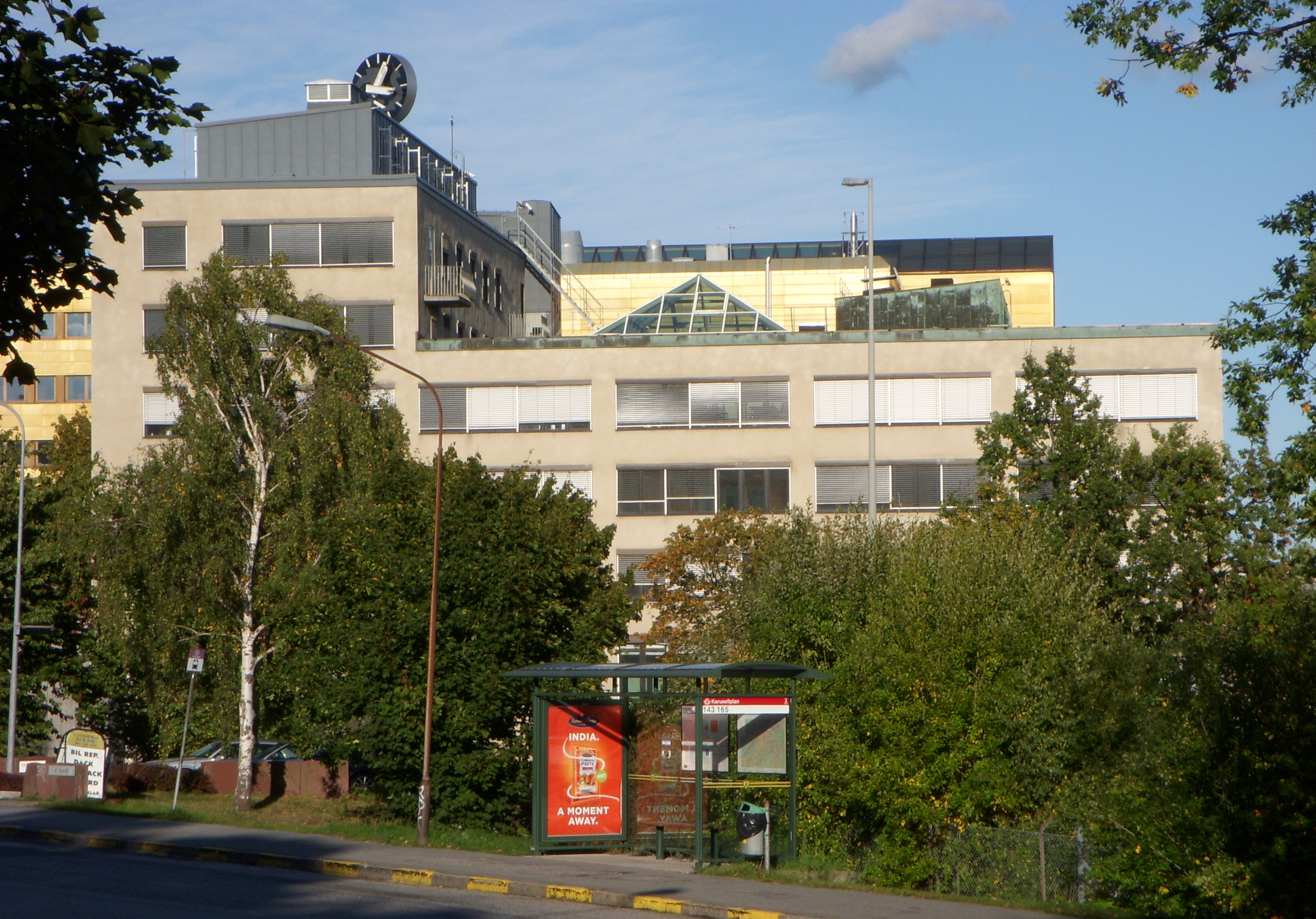
Gelddepot von G4S in Västberga

Am 23. September 2009 kam es in einem Gelddepot des Unternehmens in Västberga, einem Vorort der schwedischen Hauptstadt Stockholm zu einem als „spektakulärsten Raub der schwedischen Geschichte“ bezeichneten Überfall. Mehrere Täter landeten mit einem Hubschrauber auf dem Dach des Depots und drangen von da aus in das Gebäude ein. Die Täter erbeuteten dabei 39 Millionen schwedische Kronen, umgerechnet etwa 4,1 Millionen Euro.

## Kritik
Der Tod des durch drei Mitarbeiter der G4S malträtierten Angolaners Jimmy Mubenga während seiner Abschiebung aus Großbritannien mit British Airways am Abend des 12. Oktober 2010 hat die Debatte um den Einsatz privater Sicherheitsunternehmen und die Praktiken unmittelbaren Zwangs bei Luftabschiebungen neu belebt. Mubenga soll sich nach Angabe von Passagieren des Fluges über Atemprobleme beklagt haben. Die Gefahr des Todes durch Ersticken durch atembehindernde Techniken (minutenlanges gewaltsames Niederdrücken des Oberkörpers durch mehrere G4S-Mitarbeiter) ist von mehreren früheren Luft-Abschiebungsfällen bekannt und hätte durch den Einsatz entsprechend qualifizierten Sicherheitspersonals vermutlich verhindert werden können. Das britische Innenministerium kündigte inzwischen den Vertrag mit G4S.
Da G4S als weltweit größter privater Sicherheitsdienstleister in zahlreiche Menschenrechtsverletzungen involviert ist, wurde das Unternehmen 2013 für den Negativpreis Public Eye Award nominiert, der im Rahmen einer Gegenveranstaltung zum World Economic Forum verliehen wird.
Die internationale Kampagne Boycott, Divestment and Sanctions (BDS) ruft zum Boykott von G4S auf, da diese in Israel Folterzentren betreibe. In Israel und im Westjordanland werden Gefängnisse und Militärstützpunkte ausgestattet und bewacht, darunter das Gefängnis Ofer. Nach Protesten, u. a. auch von Desmond Tutu kündigte G4S im Juni 2014 an, diese Zusammenarbeit auslaufen zu lassen. Auch die britische Labour Party schloss sich 2015 dem Boykott an, bekam aber Schwierigkeiten Ersatz für die Sicherung der eigenen Veranstaltungen zu finden.
Im August 2016 wurde bekannt, dass G4S Israel an den privaten Aktionfond FIMI verkauft werden soll. Angegeben werden dafür „wirtschaftliche Gründe“, nicht die Boykottaufrufe.
Das südafrikanische Trauma Centre for Survivors of Violence and Torture (TCSVT, auf Deutsch „Traumazentrum für Überlebende von Gewalt und Folter“) gab am 6. November 2013 bekannt, sich der Aktion anzuschließen und die Zusammenarbeit mit der Sicherheitsfirma aufzukündigen. Als Grund wurde außerdem angegeben, dass dutzende Insassen des G4S-Gefängnisses in Mangaung mit Elektroschocks und Zwangsinjektionen gefoltert wurden. Die BBC deckte die Verbrechen im Oktober 2013 unter Berufung auf eine Studie der Witwatersrand-Universität auf.
Es besteht eigens eine „Stop G4S“-Aktivistengruppe in England.
Im Oktober 2013 entließ G4S Österreich einen für das Wiener Burgtheater eingesetzten Billeteur, nachdem dieser in einer kurzen Protestrede die Menschenrechtsverletzungen seines Arbeitgebers öffentlich ausgesprochen hatte. In der Folge gab es die Forderung, den Vertrag mit dem Unternehmen zu lösen.
Zwischen Dezember 2020 und November 2021 führte mit G4S erstmals ein privater Sicherheitsdienst im Auftrag der Stadt Luxemburg Patrouillen – unter anderem im Bahnhofsviertel – durch. Dabei kam es im September 2021 zu einem Vorfall, bei dem sich ein Wachhund von G4S im Bein eines am Boden liegenden Mannes verbiss und vom Hundeführer, der dabei zwischenzeitlich selbst zu Boden ging, nur mit großer Mühe entfernt werden konnte. Dieser Zwischenfall markierte den Höhepunkt einer politischen und gesellschaftlichen Debatte um die Frage, ob der Einsatz von privaten Sicherheitsfirmen im öffentlichen Raum einen Eingriff in das Gewaltmonopol des Staates darstellt. Die Stadt ließ die Zusammenarbeit mit G4S im November 2021 auslaufen.